# De niña a mujer
Albums de Julio Iglesias
Sentimental
(1980) Fidèle
(1981)
Singles
1. De niña a mujer
Sortie : août 1981
2. Amor de mis amores (Que nadie sepa mi sufrir)
Sortie : août 1981
3. Begin the Beguine (Volver a empezar)
Sortie : octobre 1981

De niña a mujer est un album studio de Julio Iglesias, sorti en mai 1981 chez CBS.
L'album atteint la première place des classements en Espagne, où il a été certifié septuple disque de platine pour plus de 700 000 exemplaires vendus. L'édition américaine est renommée From a Child to a Woman et sort en même temps que la version originale. L'album, comme son titre l'indique (« D'une fille à une femme »), est dédié à sa fille Chábeli, qui figure sur la pochette de l'album aux côtés de son père. Trois singles ont été extraits de l'album : la chanson-titre De niña a mujer (numéro un en Espagne), Amor de mis amores et Begin the Beguine (numéro un au Royaume-Uni et en Irlande).

## Liste des titres
| 1.    | De niña a mujer                               | - J. Iglesias - C. Enterria - T. Renis - Ramón Arcusa        | 3:18 |
| 2.    | Volver a empezar (Begin the Beguine)          | - Cole Porter - Iglesias                                     | 4:42 |
| 3.    | Después de ti                                 | - Iglesias - Manuel de la Calva - Arcusa                     | 3:45 |
| 4.    | Que nadie sepa mi sufrir (Amor de mis amores) | - E. Diezo - A. Cabral                                       | 3:22 |
| 5.    | Isla en el sol (Island in the Sun)            | - H. Belafonte - Lord Burgess - Iglesias                     | 3:20 |
| 6.    | O me quieres o me dejas (Devaneos)            | Luis Gardey                                                  | 3:34 |
| 7.    | Y Pensar...                                   | - D. Ramos - Iglesias                                        | 3:25 |
| 8.    | Si, Madame                                    | - Iglesias - G. Belfiore - Arcusa - D. Fariña - E. Picciotta | 3:00 |
| 9.    | Grande, grande, grande                        | - A. Testa - Renis - Iglesias                                | 3:47 |
| 10.   | Como tú                                       | - P. Trim - Iglesias - de la Calva - Arcusa                  | 3:30 |
| 35:43 |                                               |                                                              |      |

| De niña a mujer — édition brésilienne | De niña a mujer — édition brésilienne     | De niña a mujer — édition brésilienne  | De niña a mujer — édition brésilienne | De niña a mujer — édition brésilienne | De niña a mujer — édition brésilienne | De niña a mujer — édition brésilienne | De niña a mujer — édition brésilienne | De niña a mujer — édition brésilienne | De niña a mujer — édition brésilienne |
| No                                    | Titre                                     | Auteur                                 | Adaptation en portugais               | Durée                                 |                                       |                                       |                                       |                                       |                                       |
| ------------------------------------- | ----------------------------------------- | -------------------------------------- | ------------------------------------- | ------------------------------------- | ------------------------------------- | ------------------------------------- | ------------------------------------- | ------------------------------------- | ------------------------------------- |
| 1.                                    | Devaneios (Ou me queres ou me deixas)     | Gardey                                 | Erasmo Carlos                         | 3:40                                  |                                       |                                       |                                       |                                       |                                       |
| 2.                                    | Volver a empezar (Begin the Beguine)      | - Porter - Iglesias                    |                                       | 4:42                                  |                                       |                                       |                                       |                                       |                                       |
| 3.                                    | Después de ti                             | - Iglesias - de la Calva - Arcusa      |                                       | 3:39                                  |                                       |                                       |                                       |                                       |                                       |
| 4.                                    | Que Nadie Sepa Mi Sufrir                  | - Diezo - Cabral                       |                                       | 3:22                                  |                                       |                                       |                                       |                                       |                                       |
| 5.                                    | Manuela                                   | - M. Alejandro - A. Magdalena          | Antonio de Lima                       | 3:29                                  |                                       |                                       |                                       |                                       |                                       |
| 6.                                    | De niña a mujer                           | - Iglesias - Enterria - Renis - Arcusa |                                       | 3:18                                  |                                       |                                       |                                       |                                       |                                       |
| 7.                                    | Y Pensar...                               | - Ramos - Iglesias                     |                                       | 3:23                                  |                                       |                                       |                                       |                                       |                                       |
| 8.                                    | Um dia ri, o outro chora (No soy de aquí) | F. Cabral                              | Carlos Lyra                           | 3:39                                  |                                       |                                       |                                       |                                       |                                       |
| 9.                                    | Grande, grande, grande                    | - Testa - Renis - Iglesias             |                                       | 3:48                                  |                                       |                                       |                                       |                                       |                                       |
| 10.                                   | Isla en el sol (Island in the Sun)        | - Belafonte - Burgess - Iglesias       |                                       | 3:19                                  |                                       |                                       |                                       |                                       |                                       |
| 36:19                                 |                                           |                                        |                                       |                                       |                                       |                                       |                                       |                                       |                                       |

## Crédits
- Ramón Arcusa – producteur, chef d'orchestre, arrangements
- Rafael Ferro – arrangements (piste B4)
- José María Castellví – photographie

Adaptés des notes d'accompagnement de De niña a mujer,.

## Classements et certifications
| Classement (1981–84)          | Meilleure position |
| ----------------------------- | ------------------ |
| Argentine (CAPIF)             | 2                  |
| Belgique (Billboard Benelux)  | 2                  |
| Espagne (AFYVE)               | 1                  |
| États-Unis (Billboard 200)    | 181                |
| Japon (LPs) (Oricon)          | 11                 |
| Japon (Cassettes) (Oricon)    | 10                 |
| Norvège (VG-lista)            | 5                  |
| Pays-Bas (Mega Album Top 100) | 7                  |
| Royaume-Uni (UK Albums Chart) | 43                 |
| Suède (Sverigetopplistan)     | 26                 |

| Classement (1981)        | Position |
| ------------------------ | -------- |
| Espagne (AFYVE)          | 3        |
| Pays-Bas (Album Top 100) | 67       |

| Classement (1982) | Position |
| ----------------- | -------- |
| Japon (Oricon)    | 24       |

| Classement (1983) | Position |
| ----------------- | -------- |
| Japon (Oricon)    | 39       |

### Certifications et ventes
| Pays                                                                 | Certification | Ventes     |
| -------------------------------------------------------------------- | ------------- | ---------- |
| Argentine (CAPIF)                                                    | 3 × Platine   | 180 000^   |
| Brésil (ABPD)                                                        | 14 × Platine  | 3 500 000* |
| Chili                                                                | Or            | NC         |
| Chine                                                                | —             | 1 200 000  |
| Colombie                                                             | 2 × Platine   | 120 000    |
| Espagne (PME)                                                        | 7 × Platine   | 700 000^   |
| Danemark (IFPI)                                                      | Or            | 50 000^    |
| Japon (RIAJ)                                                         | Platine       | 501 390    |
| Mexique (AMPFV)                                                      | 2 × Platine   | 500 000^   |
| Pays-Bas (NVPI)                                                      | Or            | 50 000^    |
| Suède (GLF)                                                          | Or            | 50 000^    |
| *Ventes selon la certification ^Mise en rayon selon la certification |               |            |